# Alfred Gibson (violist)
Alfred Gibson (Nottingham, 22 oktober 1849 – 1924) was een Brits violist, altviolist en in mindere mate dirigent.
Hij kreeg zijn vioollessen van zijn vader en Henry Farmer, maar was ook deels autodidact. Een van zijn eerste optredens dateert uit 1861 (Nottingham). Hij was een gevierd solist en kamermuzikant in onder andere het Joachimkwartet. Hij speelde vanaf 1871 twaalf jaar bij het Royal (Italian) Opera Orchestra van Covent Garden. Hij gaf vanaf 1893 leiding aan het Queen Victoria’’s Private Band. Hij gaf lessen aan de Royal Academy of Music (viool, 1895-1922) en aan de Guildhall School of Music (altviool). Een van zijn leerlingen werd de latere componist Hamish Maccunn. 
Gibson bespeelde een aantal jaren een viool uit 1713 en een altviool uit 1734 van de bouwers van Stradivarius. Die altviool was een van de laatste exemplaren die Antonio Stradivarius maakte. De strijkinstrumenten kregen de aanduiding Gibson-violin respectievelijk Gibson-viola. De viool ging over in handen van Bronisław Huberman, de viool werd hem in 1936 ontstolen en pas in 1996 teruggevonden bij een gefrustreerde amateurviolist die hem uit Carnegie Hall had ontvreemd. In 2014 bespeelt Joshua Bell de viool. De altviool wordt momenteel (2014) gebruikt door het Stradivari Quartet.
Op 17 maart 1890 voerde hij samen met Joseph Joachim, Louis Ries, Alfredo Piatti en William Whitehouse het Kwintet in C majeur opus 163 van Franz Schubert uit. Later die avond verving Agathe Backer-Grøndahl Whitehouse voor een uitvoering van het Pianokwintet in B majeur opus 5 van Giovanni Sgambati. Het was een van de weinige optredens van Backer-Grøndahl in Londen.  
Hij dirigeerde met het Queen Victoria's Private Band bij zowel de kroning van Eduard VII van het Verenigd Koninkrijk in 1901 als bij die van George V in 1910. Vanwege zijn opleidingen aan de Royal Academy of Music werd er van 1925 tot 1963 een Alfred Gibson Prize uitgeloofd voor het beste Britse talent op viool of altviool. Hij was getrouwd met Alicia Mary Curtis, een voormalig studente van de RAM. Hun zoon John Carrington Gibson schreef een biografie over hem: A musician’s life: Alfred Gibson.
- Gemeinsame Normdatei: 14190559X
- International Standard Name Identifier: 0000 0000 4307 4449
- Library of Congress Control Number: no00098836
- Nationale Bibliotheek van Israël: 987007289294505171
- Nationale Bibliotheek van Polen: a0000002345802
- Nederlandse Thesaurus van Auteursnamen: 293899142
- Virtual International Authority File: 21696591
- WorldCat: E39PBJvxyrpQjmtKHfyrXJhbVC